# サンデーペイント
サンデーペイント株式会社（英称：SUNDAY PAINT CO.,LTD.）は、大阪府大阪市中央区に本社を置く、家庭用塗料の製造販売をおこなう企業である。

## 会社概要
主に家庭用塗料の製造販売をおこなう。水性多目的塗料やニス類を主力としているが、一部は業務用向けも製造している。
元々は大日本塗料の一部門だったが、1966年に同部門が分離独立するカタチで企業がスタートすると共に、また日曜大工やDIYが、世間一般に定着することを願って、現在の社名が冠されている。
2019年（令和元年）8月、親会社の大日本塗料の本社移転に合わせて本社が大阪市此花区から大阪市中央区に移転された。